# Nicolas Boucart
Nicolas Boucart, né le 10 janvier 1981 à Tournai, est un réalisateur, scénariste, cadreur, chef machiniste et monteur belge. 
Il est l’auteur de plusieurs courts métrages sélectionnés dans des festivals : Icare (2017), L'Éclusier (2009), L'automne c'est triste en été (2004) et Fernand (2001).

## Biographie

### Famille et formation
Nicolas Boucart nait à Tournai le 10 janvier 1981,.
Diplômé de l'enseignement secondaire, il entre à dix-sept ans à l’Institut national de radioélectricité et cinématographie (INRACI), à Bruxelles.
À la fin de ses trois années d’études, il réalise un film de fin d’étude, Fernand à l’inspiré de l'univers de Jacques Brel. Il se forme ensuite sur le tas en commençant en tant que technicien sur les plateaux de cinéma.

### Carrière professionnelle
Grâce à sa rencontre avec Yolande Moreau et Gilles Porte sur le film Quand la mer monte..., il commence sa carrière de chef machiniste. Il côtoie de nombreux réalisateurs comme Bertrand Blier, Andreï Zviaguintsev, François Ozon, Bouli Lanners, Olivier Masset-Depasse, Joachim Lafosse, Jacques Maillot. 
Depuis son film de fin d’étude Fernand (2001), Nicolas Boucart peaufine sa formation technique sur le terrain, puis se met rapidement à écrire et à réaliser des courts métrages de fiction (L’Automne, c’est triste en été en 2004, L’Éclusier en 2009 et Icare en 2017.
Après avoir travaillé comme technicien sur plus de cinquante courts et longs métrages et réalisé trois courts métrages, il s'adonne depuis 2016 entièrement à l'écriture et la réalisation.
En 2018, il poursuit l’écriture de son premier long métrage de fiction Les Échoués.

## Distinctions
En 2016, il est membre du jury du festival international du film insulaire de Groix
Son court-métrage Icare est distingué à plusieurs reprises,, : prix « Silver Screen Prize » au festival du film d'Hollywood 2018, prix de la réalisation au festival international de court-métrage de Thessalonique 2018, prix de la photographie au festival du film indépendant au Royaume-Uni, grand prix de la compétition nationale au festival international du court-métrage au Brussels Short Film Festival 2018  qui le rend éligible pour les Oscars 2019…
91ST OSCARS SHORTLISTS. https://www.oscars.org/oscars/91st-oscars-shortlists
Magritte du meilleur court-métrage 2019

## Responsabilités associatives
Il est membre de la Société des auteurs et compositeurs dramatiques (SACD), de l’Association des réalisateurs et réalisatrices francophones de Belgique (ARRF) et de l’Association des métiers du cinéma et de l’audiovisuel (Hors Champs).

## Filmographie

### Réalisateur
- 2000 : Un homme, un chien, une citadelle
- 2001 : Fernand
- 2005 : L'automne, c'est triste en été[2]
- 2009 : L'Éclusier[2]
- 2017 : Icare

### Scénariste
- 2001 : Fernand
- 2004 : L’automne c’est triste en été
- 2009 : L'Éclusier
- 2011 : Aube
- 2013 : Les Échoués
- 2015 : Van Gogh, le spectre maudit
- 2016 : Icare[11],[12]
- Dévolution (en cours de développement)
- L'Enfant bulle (titre provisoire, en cours de développement)